# Fjätan
Fjätan (eller Fjätälven) är en älv i västra Härjedalen och Dalarna, ett av Österdalälvens största biflöden. Längden är 94 km inklusive källflöden.
En av anledningarna till att älven trots sin storlek klarat sig undan vattenkraftsutbyggnad tros vara att den inte har några riktigt stora vattenfall, utan bara många små. Fjätan kommer från Övre Fjätsjön i västra Härjedalen (med källflöden nära fjället Storstöten (1024 m ö.h.)) och strömmar söderut mot dalagränsen och Yttre Fjätsjön. Men efter att ha passerat Fjätdalen och Fjätvallen i Älvdalens kommun, går Fjätan åter in i Härjedalen, där biflödet Kölån ansluter sig (vid Kölosen). Därpå går Fjätan mera rakt söderut, förbi Häggsberget och Storfjäten (i Härjedalen men Älvdalens kommun), innan dalagränsen åter passeras. Hittills kallas Fjätan även Stor-Fjätan i motsats till Lill-Fjätan från Klutsjön som ansluter sig vid Fjätervålen 20 km nordost om Idre, varefter Fjätan även kallas Fjätälven. Nu viker Fjätan mer åt sydost, förbi Flovallen och Storbäcksvallen, innan den svänger söderut mot Trängsletsjön, där den kastar sig genom de berömda Fjätfallen.
I Selma Lagerlöfs bok Nils Holgerssons underbara resa genom Sverige berättas en saga, där Fjätan med tacksamhet antar Österdalälvens (Storåns) erbjudande om att med förenade krafter söka sig väg mot havet. Enade krafter var också högst av nöden, när det gällde att ta sig genom det smala Trängslet.
Ekoparken Fjätälven, som till stora delar följer älven, invigdes 2014.